# Mái Dầm
Mái Dầm là một thị trấn thuộc huyện Châu Thành, tỉnh Hậu Giang, Việt Nam.

## Địa lý
Thị trấn Mái Dầm nằm ven sông Hậu, có địa giới hành chính:
- Phía đông giáp thị trấn An Lạc Thôn, huyện Kế Sách, tỉnh Sóc Trăng
- Phía đông nam giáp xã Xuân Hòa, huyện Kế Sách, tỉnh Sóc Trăng
- Phía tây giáp xã Phú Hữu
- Phía tây bắc giáp xã Đông Phú
- Phía nam giáp xã Phú Tân
- Phía bắc và đông bắc giáp xã Phú Thành, huyện Trà Ôn, tỉnh Vĩnh Long.

Thị trấn Mái Dầm có 16,01 km² diện tích tự nhiên, dân số 11.737 người, mật độ dân số đạt 733 người/km².
Trung tâm thị trấn là nơi giao nhau của sông Ngã Bát và sông Mái Dầm đổ ra sông Hậu.

## Hành chính
Thị trấn Mái Dầm được chia thành 5 ấp: Phú Bình, Phú Đông, Phú Thạnh, Phú Xuân, Phú Xuân A.

## Lịch sử
Ngày 24 tháng 1 năm 2011, thành lập thị trấn Mái Dầm trên cơ sở toàn bộ 1.601,68 ha diện tích tự nhiên và 11.737 người của xã Phú Hữu A cũ.

## Kinh tế - xã hội
Tháng 7 năm 2012, thị trấn Mái Dầm có trên 96% hộ gia đình đạt chuẩn văn hóa, 1 hợp tác xã và 49 tổ kinh tế hợp. Thu nhập bình quân trên đầu người của thị trấn là 21 triệu đồng/người/năm. Số hộ nghèo là 309 hộ, chiếm 12,52%.

### Công nghiệp
Cụm công nghiệp Tập Trung Phú Hữu A hiện gồm 3 khu vực, các khu vực: 
- Giai đoạn 1 có diện tích 110 ha[3]
- Giai đoạn 2 là 136,35 ha[4]
- Giai đoạn 3 là 558,41 ha.[5]

### Giáo dục
Các cơ sở giáo dục ở thị trấn gồm:
- Trường tiểu học Đồng Khởi
- Trường THCS Nam Kỳ Khởi Nghĩa
- Trường THPT Phú Hữu.

## Giao thông

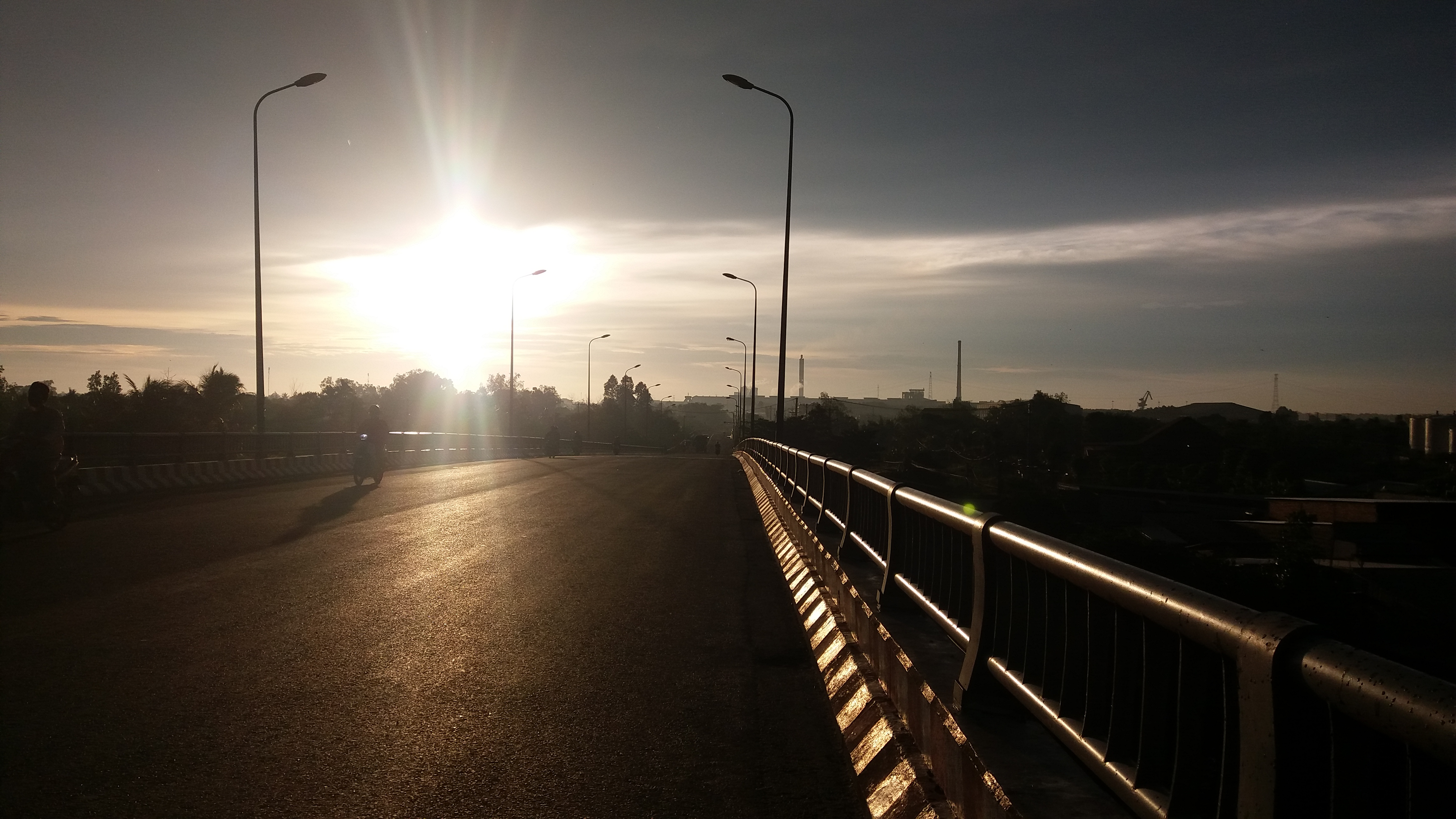
cầu Cái Côn, hướng về Mái Dầm

Tuyến tỉnh lộ 925 nối trung tâm thị trấn Mái Dầm với xã Phú Hữu và thị trấn Ngã Sáu và kết nối với Quốc lộ 1 đi đến trung tâm thị trấn. Tuyến tỉnh lộ này cũng nối với đường Nam Sông Hậu đi ngang qua thị trấn.
Mang đặc trưng của giao thông miền Tây Nam Bộ, trung tâm thị trấn lại nằm cạnh bờ sông Hậu nên cũng thuận lợi về giao thông thủy nội tỉnh và liên tỉnh.